# Hermann Gmeiner
Hermann Gmeiner (23 de junho de 1919 - 26 de abril de 1986) foi um filantropo austríaco, fundador das Aldeias de Crianças SOS.

## Biografia
Hermann Gmeiner nasceu em 23 de junho de 1919. Foi o sexto em uma família camponesa com 9 filhos, em Alberschwende na região de Vorarlberg na Austria. Aos 5 anos perdeu a mãe, passando sua irmã mais velha Elsa a desempenhar o papel materno, cuidando dele e de seus irmãos. Devido ao seu bom desempenho na escola local, ganhou uma bolsa para o ginásio em Feldkirch em 1936. Antes de terminar o ginásio, em 1940, foi incorporado ao exército alemão. Na guerra contra a então União Soviética, lutou no norte da Finlândia e na Hungria, sendo ferido mais de uma vez. Em novembro de 1945 esteve internado no hospital de Bregenz. Após receber alta passou a ajudar o pai na fazenda. Quando seus irmãos prisioneiros de guerra foram liberados, assumiram essa tarefa, e ele pode concluir o ginásio. Em 1946 começou a estudar medicina em Innsbruck.

## Pensamento social
Gmeiner conheceu o capelão Mayr quando era coroinha, em seu pouco tempo livre, na paróquia de Mariahilf, um bairro de Innsbruck. Encontrou, no inverno de 1947, um jovem de 12 anos, o que lhe trouxe a lembrança de sua própria infância e sua experiência de guerra, onde tinha salvo a vida de um jovem soviético. Gmeiner quis fazer alguma coisa pelo jovem e levou seu projeto ao capelão Mayr. Assim, ele formou um novo grupo de jovens, conseguindo motivar 16 deles, que ficaram conhecidos na juventude católica tirolesa como a tropa de choque.
Essas lembranças seriam um importante direcionador espiritual para o futuro percurso de Hermann Gmeiner. Ele mesmo comenta sobre essas dramáticas vivências: “O que quero contar são essas estórias, esses instantes terríveis da minha vida na guerra.“ Por outro lado, a perda prematura da mãe, e o fato da irmã mais velha Elsa ter assumido a responsabilidade pelo papel materno da família,  estimulou sua ideia de aldeia infantil. Helmut Kutin, o sucessor de Hermann Gmeiners, observou que a devoção de  Elsa pela família e a sensação de segurança que os laços de família trouxeram, foram vivências chaves para o posterior ‘princípio materno’ de Gmeiners.
Gmeiner visitou um orfanato, falou com as responsáveis pelas crianças e discutiu com outros estudiosos. Finalmente amadureceu nele a crença de que tanto o lar de origem como a instituição não eram o melhor caminho para ajudar crianças e jovens com situações familiares muito difíceis. Lembrou-se de sua própria infância, da perda precoce de sua mãe, e do papel de mãe substituta desempenhado pela sua irmã Elsa. Ele idealizou uma casa para essas crianças onde uma figura materna pudesse trazer um sentimento de lar, na verdade um grande número de casas, uma verdadeira aldeia infantil.

## O caminho até a primeira SOS-Aldeia Infantil
Em 1948 O capelão Mayr sugeriu o nome de Gmeiner como líder da juventude para um conjunto de paróquias. Nesse papel, Gmeiner fundou uma associação, cujos objetivos foram estabelecidos em 25 de April de 1949 na reunião inaugural.
As atividades da associação se restringiam ao âmbito do Tirol e tinha sede em Innsbruck. Gmeiner escolheu para essa associação o nome Societas Socialis, donde veio a abreviatura SOS, (posteriormente: SOS-Aldeia infantil) O termo também remete à conhecida expressão telegráfica formada pelas palavras em inglês Save our Souls.

## Origem da SOS-Aldeia infantil
Gmeiner começou com um capital de 600 Schillings, o que era toda sua poupança, e, posteriormente conseguiu em Innsbruck um espaço gratuito de armazenamento, que ele reaproveitou como escritório, investindo em folhetos, que foram distribuídos por algumas mulheres e conhecidos de seu grupo de jovens pela cidade. Em 1949 ele escreveu para comunidades tirolesas, tentando conseguir sem custo um terreno para a construção de uma aldeia infantil. O prefeito da cidade de Imst, Josef Koch, respondeu positivamente ao pedido de Gmeiner. Ele encontrou um pedreiro essa cidade que era um camarada dos tempo de guerra, e acordaram em começar a construir uma casa a crédito. Lentamente os esforços foram sendo bem sucedidos, e em 2 de Dezembro de 1949 foi festejada, sem dinheiro, a confecção do telhado da primeira aldeia infantil.